# Сарай (Кашкадарьинская область)
Сарай (узб. Saroy / Сарой) — посёлок городского типа, расположенный на территории Каршинского района Кашкадарьинской области Республики Узбекистан.

Статус посёлка городского типа с 2009 года.